# Distretto di Seekon
Il distretto di Seekon è un distretto della Liberia facente parte della contea di Sinoe.